# Cúmulo Doble de Perseo
El cúmulo doble de Perseo es el nombre con el que se conocen los cúmulos abiertos NGC 869 (también conocido como h Persei) y NGC 884 (conocido también cómo χ Persei), ambos visibles a simple vista y situados en la constelación de Perseo a una distancia de algo más de 2300 parsecs (7600 años luz) del Sol.
La edad de ambos cúmulos se estima en aproximadamente 13 millones de años, teniendo masas respectivas de 3700 y 2800 masas solares. NGC 869 es el que tiene la estrella más brillante de los dos, con una magnitud bolométrica de alrededor de -9 (más de 300000 veces más brillante que el Sol) y una masa de alrededor de 30 masas solares; las demás estrellas brillantes tienen masas y luminosidades menores. Pertenecen a la asociación estelar Perseus OB1.
Una investigación muy reciente, sin embargo, sugiere que los dos cúmulos son mucho mayores de lo que se pensaba anteriormente, con una especie de halo de estrellas asociadas a ellos a su alrededor y una masa total de 20000 masas solares, habiendo 8400 masas solares en estrellas en un radio de 10 minutos de arco alrededor del centro de cada uno de ellos.